# Roeperocharis
Roeperocharis es un género de orquídeas perteneciente a la subfamilia Orchidoideae. Tiene cinco especies. Es originario del África tropical.

## EspeciesRoeperocharis
A continuación se brinda un listado de las especies del género Roeperocharis aceptadas hasta mayo de 2011, ordenadas alfabéticamente. Para cada una se indica el nombre binomial seguido del autor, abreviado según las convenciones y usos y la publicación válida.
1. Roeperocharis alcicornis Kraenzl. in H.G.Reichenbach, Xenia Orchid. 3: 105 (1892).
2. Roeperocharis bennettiana Rchb.f., Otia Bot. Hamburg.: 104 (1881).
3. Roeperocharis maleveziana Geerinck, Taxonomania 2: 6 (2001).
4. Roeperocharis urbaniana Kraenzl. in H.G.Reichenbach, Xenia Orchid. 3: 104 (1892).
5. Roeperocharis wentzeliana Kraenzl., Bot. Jahrb. Syst. 30: 283 (1901).